# 기본 전하
기본 전하(基本電荷, 영어: elementary charge)는 양성자 하나가 지니고 있는 전하이며, 또한 전자 하나가 지니고 있는 전하의 절댓값이다. 일반적으로 기호 e를 사용하여 표현되며, 간혹 q로 표현한다.
기본 전하는 기본적인 물리 상수의 하나로, 원자 단위계에서의 전하의 기본 단위이기도 하다.
기본 전하는 2002년 CODATA의 물리 상수 목록에 따르면, 1.602 176 53(14) × 10−19 C이다. CGS 단위계로는 대략 4.803 × 10−10 스탯쿨롱(statcoulomb)이다.
기본 전하는 1909년 로버트 앤드루스 밀리컨의 유명한 유적 실험에서 최초로 측정되었으며 기본 전하는 더 이상 분해될 수 없는 단위로 생각되었었다. 하지만 1960년대에 가정된 쿼크는 기본 전하의 1/3의 배수의 전하(e/3)를 가지는 것으로 생각되었다. 하지만, 항상 정수배의 전하를 가진 입자로만 존재한다고 생각되었으며, 낱개로는 관측된 적이 없었다. 1982년 로버트 러플린은 분수 단위의 전하를 가지는 준입자를 가정함으로써 분수 양자 홀 효과를 설명하였다. 1995년 러플린의 이른바 분수 전하를 가지는 준입자의 전하가 뉴욕의 스토니브룩 대학교에서 직접적으로 측정되었다. 1997년 이스라엘의 바이츠만 과학 연구소와 프랑스의 CEA의 두 연구진이 전류를 운반하는 준입자 관측에 성공했다고 선언하였다.

## 같이 보기
- 과학 기술 데이터 위원회